# Groupe Carrefour
Groupe Carrefour, «Карфу́р» (переводится как «перекресток») — французская компания розничной торговли, оператор розничной сети из 12 тысяч торговых точек в 30 странах мира. Штаб-квартира — в Масси (Эсон).

## История
Во Франции в 1950-х годах более 80 % продаж розничной торговли продовольствием приходилось на небольшие бакалейные магазины; первый супермаркет в стране открылся в 1954 году, но к концу десятилетия их было всего 33, и по размеру они значительно уступали американским. В 1959 году Марсель Фурнье (Marcel Fournier) и Дени Деффоре (Denis Defforey) основали компанию для внедрения во Франции американской модели розничной торговли. Компания была названа Carrefour (с фр. — «перекрёсток»). Первый магазин Carrefour открылся 7 января 1960 года в пригороде Анси, через полгода был открыт первый супермаркет Carrefour. В 1961 году открылся второй супермаркет с большой парковкой и автозаправкой. 15 июня 1963 года в Сент-Женевьев-де-Буа (пригород Парижа) компания открыла первый гипермаркет, его торговая площадь составляла 2500 м², также он имел парковку на 400 мест. В 1966 году был открыт гипермаркет на 10 тыс. м² близ Лиона, позже в том же году — гипермаркет на 25 тыс. м² в Витроле. Гипермаркеты пользовались большим успехом, поскольку предлагали низкие цены в условиях высокой инфляции, вскоре такой формат начали развивать конкурирующие сети, такие как Auchan, Casino и Euromarchè.
В 1970 году компания разместила свои акции на Парижской фондовой бирже. Высокая инфляция во Франции в середине 1970-х годов обострила конкуренцию между торговыми сетями, поэтому Carrefour начала расширять деятельность в другие страны, в основном в виде совместных предприятий с местными розничными торговцами. Наибольших успехов удалось достичь в Бразилии, Аргентине и Испании. В апреле 1976 года Carrefour запустила собственную торговую марку Produits libres (свободные продукты). К 1988 году Carrefour был крупнейшим розничным торговцем в Европе, сеть компании насчитывала 65 гипермаркетов во Франции и 115 в Европе и Южной Америке. В феврале 1988 года был открыт первый гипермаркет сети в Пенсильвании (США), второй был открыт в 1991 году, но в 1993 году оба были закрыты. В 1991 году за 850 млн долларов была куплена конкурирующая сеть Euromarché. В 1993 году компания вышла на рынок Мексики, к 1997 году в Латинской Америке работало 60 гипермаркетов Carrefour. Освоение азиатского рынка началось в 1989 году с Тайваня, в 1996 году был открыт первый гипермаркет в Сеуле (Южная Корея).
В 1998 году за 3 млрд долларов была куплена компания Comptoirs Modernes, управлявшая сетью из 790 супермаркетов под названиями Stoc, Comod и Marché Plus. В 2000 году за 16,5 млрд долларов была куплена компания Promodès (сети гипермаркетов Continent и супермаркетов Champion), один из основных конкурентов на французском рынке. В результате сделки Carrefour вышла на первое место среди европейских ретейлеров и на второе место в мире после Walmart, её сеть насчитывала 8800 торговых точек в 26 странах, оборот составлял 65 млрд долларов.
В сентябре 2009 года Carrefour обновила свой логотип.
В апреле 2015 года бразильский бизнесмен Абилиу Диниз сообщил, что ведёт переговоры о повышении своей 5,07-процентной доли в Carrefour и пользуется поддержкой акционеров, чтобы занять место в совете директоров.
9 июня 2017 года совет директоров избрал Александра Бомпара новым председателем и главным исполнительным директором Carrefour с 18 июля 2017 года.
В 2017 году Carrefour начал экспериментальное сотрудничество с небольшим французским стартапом Expliceat. Expliceat построила завод, который предназначен для измельчения остатков хлеба. Expliceat сдает завод в аренду коммерческим пекарням, а затем использует крошку для выпечки печенья, кексов и блинов.
В 2021 году в Бразилии была куплена сеть Grupo BIG, включающая супермаркеты и магазины у дома, стоимость сделки составила 20 млрд реалов (3,1 млрд евро). В 2022 году была продана доля в совместном предприятии на Тайване, её купил партнёр Uni-President. В 2023 году у Louis Delhaize Group за 1,05 млрд евро были куплены 60 гипермаркетов под брендом Cora и 115 супермаркетов Match во Франции, а также 10 гипермаркетов в Румынии.

## Собственники и руководство
С июля 2015 году крупнейшим акционером является семья Мулен (Moulin), ей принадлежит 11,5 % акций, также она владеет сетью универмагов Galeries Lafayette. Бразильской семье Диниз с 2016 года принадлежит 8,8 % акций.
Главный управляющий и председатель совета директоров — Александр Бомпар (Alexandre Bompard, род. 4 октября 1972 года).

## Деятельность

Страны, где имеются магазины под марками, принадлежащими Carrefour
Действующие магазины Carrefour
Ранее действовавшие магазины

Интерьер магазина Carrefour в Марбелье, Испания

У Carrefour 12 тыс. магазинов (расположенных в Европе, Бразилии, Аргентине, Северной Африке и Азии), работающих под разными марками, в том числе гипермаркеты Carrefour, супермаркеты Carrefour Market, небольшие магазины Shopi и Marché Plus, дешёвые Dia, Ed, магазины cash-and-carry Promocash.
Выручка за 2023 год составила 84,9 млрд евро. Собственные магазины имеются в 8 странах: Франция (продажи в 2023 году составили 38,2 млрд евро), Бразилия (19,3 млрд евро), Испания (10,9 млрд евро), Бельгия (4,2 млрд евро), Италия (3,9 млрд евро), Румыния (2,6 млрд евро), Польша (2,1 млрд евро) и Аргентина (2,1 млрд евро), в других странах торговые точки Carrefour работают на правах франчайзинга. Во Франции, Бельгии, Испании и Бразилии компания предоставляет своим клиентам финансовые услуги — банковские карты, кредитование и страхование.
Подразделения по состоянию на 2023 год:
- Франция — 44 % выручки;
- Остальная Европа — 28 % выручки;
- Латинская Америка — 25 % выручки;
- Другая деятельность — финансовые услуги, роялти, 3 % выручки.

Общая численность персонала — свыше 400 тыс. человек. Выручка Carrefour в 2007 году — 82,15 млрд евро (в 2006 году — 77,9 млрд евро), чистая прибыль — 1,87 млрд евро (2,27 млрд евро).
Выручка сети в 2008 году составила 97,6 млрд евро.

### Испания

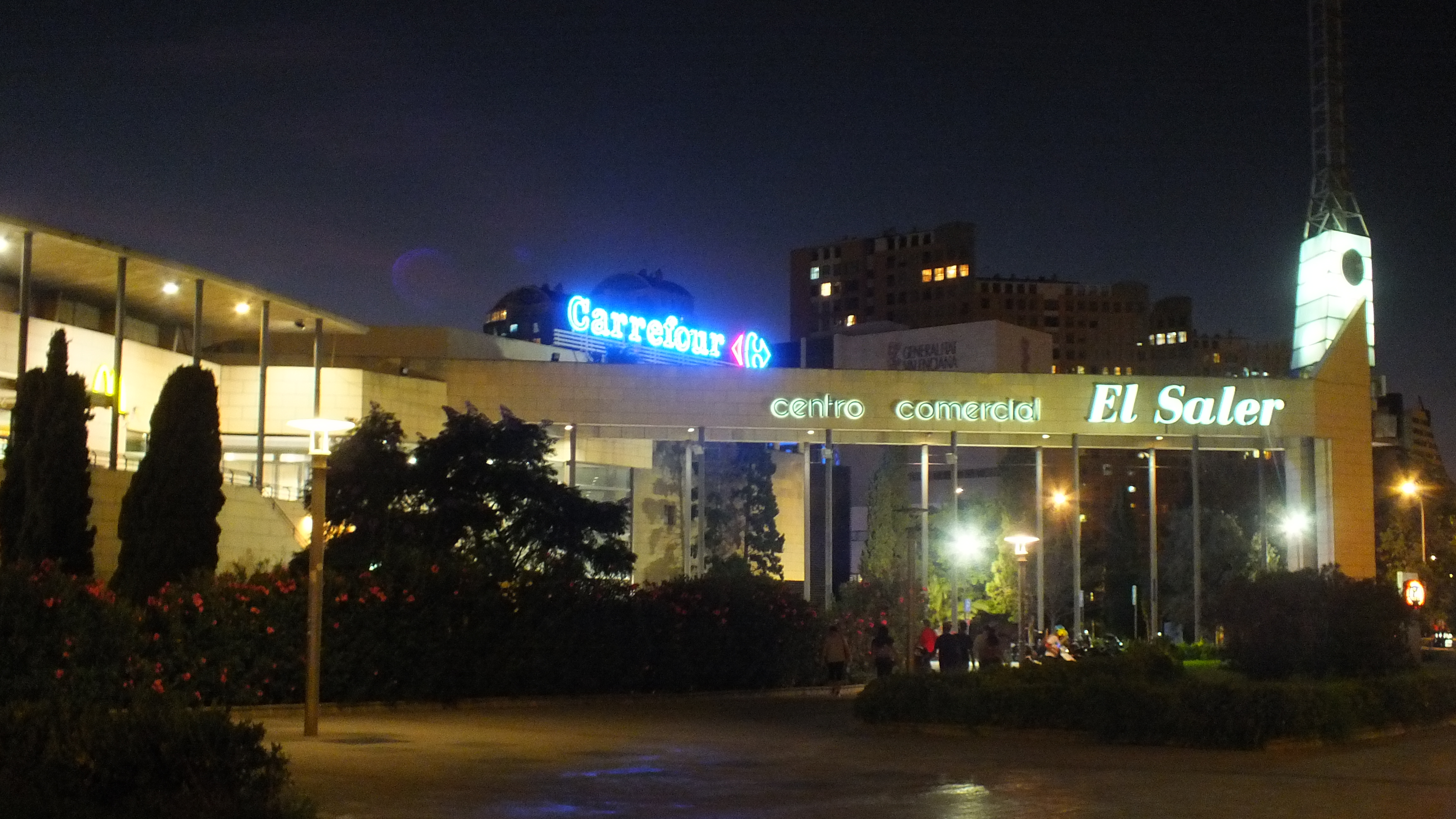
Магазин Carrefour в Валенсии ночью

В Испании история группы Carrefour начинается в 1973 году с сети гипермаркетов Pryca. Таким образом, Испания стала второй страной (после Франции), в которой появились магазины Carrefour. В 2000 году произошло слияние Pryca и Carrefour, после чего все их гипермакеты стали носить имя Carrefour, а супермаркеты стали называться Champion. В 2005 году супермаркеты стали называться Carrefour Express, а имя Champion исчезло с рынка.
К 2010 году в Испании сеть Carrefour (в испанском произношении «Каррефур») состояла из 161 гипермаркета (большее количество только во Франции — 218) и 87 супермаркетов. В Испании группа «Карфур» также владеет сетью магазинов Dia, разбросанных по всей территории страны. Крупные магазины этой сети называются Maxi Dia, а мелкие магазинчики Dia Market.

### Россия
В 2009 году сеть начала продвижение в России с открытия гипермаркетов в Москве и в Краснодаре. Кроме этого, предпринимались попытки приобретения некоторых уже действующих на территории России торговых сетей. В феврале 2009 года Carrefour сделала Александру Занадворову, крупнейшему владельцу российской сети супермаркетов «Седьмой континент», предложение о покупке 74,8 % акций сети.
Первый в России гипермаркет Carrefour открылся 18 июня 2009 года в Москве в торговом центре «Филион» недалеко от станции метро «Фили».
Открытие Carrefour в Краснодаре состоялось 10 сентября 2009 года (торговый центр «Галактика»).
В октябре 2009 года стало известно о намерении Carrefour продать свои активы в России и уйти с рынка. 8 февраля 2010 года гипермаркеты Carrefour в России окончательно закрылись.

### Казахстан
11 февраля 2016 года в Алматы открылся первый в Казахстане гипермаркет Carrefour. В июне 2017 года он прекратил свою работу.

### Узбекистан
Соглашение об открытии сети супермаркетов в октябре 2019 года подписали дубайская Majid Al Futtaim и Akfa Group. 24 декабря 2020 года в Ташкенте открылся первый в Узбекистане супермаркет Carrefour. Позже открылись ещё 3. Планировалось открыть филиал в городе Самарканд.. Сеть не пользовалась популярностью и в августе 2023 года владелец супермаркетов на территории Узбекистана Majid Al Futtaim LLC Uzbekistan был продан казахстанскому ретейлеру Magnum Cash & Carry LLP. Все 4 супермаркета Carrefour в Ташкенте переоткрылись под брендом Magnum.

### Япония
Carrefour открыла первый магазин в Японии в 2000 году, но к 2005 году покинула японский рынок.